# John Robinson (Bischof)

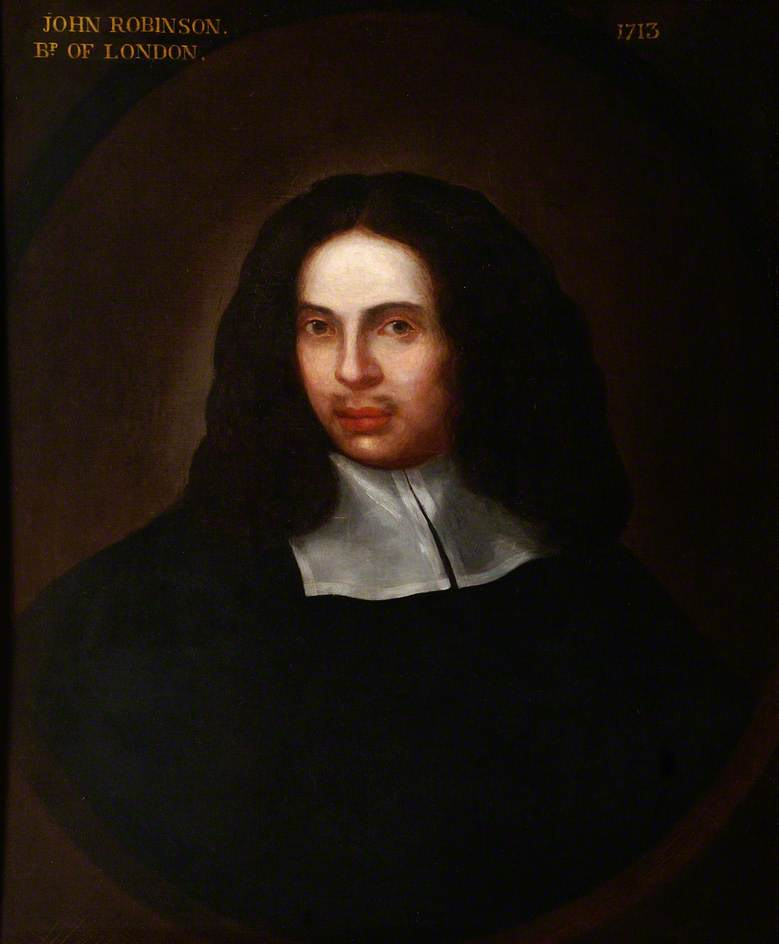
Bischof John Robinson

John Robinson (* 7. November 1650 in Cleasby (nahe Darlington, North Yorkshire); † 11. April 1723 in Hampstead) war ein englischer Diplomat und anglikanischer Bischof. Er gilt als früher Mittler zwischen Schweden und England.

## Leben
Der Sohn von John Robinson († 1651) besuchte das Brasenose College in Oxford und wurde Fellow des Oriel College dort. Den Doktor der Theologie erwarb er 1697. 1678 wurde er Kaplan an der britischen Botschaft in Stockholm, wo er fast 30 Jahre blieb. Wenn der Botschafter (Philip Warwick 1680–83) abwesend war, agierte Robinson dort als Resident und ab 1702 außerordentlicher Gesandter in einer Zeit, als Nordeuropa im Brennpunkt diplomatischer Interessen stand. Dem schwedischen König Karl X. folgte er 1700 zur Schlacht bei Narva und 1703 nach Polen.
Robinson kehrte 1709 nach England zurück und wurde zum Dekan von Windsor und von Wolverhampton ernannt; 1710 wurde er zum Bischof von Bristol gewählt, unter anderen kirchlichen Positionen war er der Dekan der St George’s Chapel (Windsor Castle). August 1711 stieg er zum Lord Privy Seal auf. Das Motto auf seinem Waffenrock war in Runen geschrieben.
1712 vertrat der Bischof Großbritannien auf dem Friedenskongress von Utrecht und unterzeichnete als Erster Bevollmächtigter den Frieden von Utrecht am 9. Dezember 1713. Bei seiner Rückkehr wurde er zum Bischof von London gewählt, welches Amt er bis zum Tod innehatte.
1718 förderte er einen Unionsplan für die englischen und schwedischen Kirchen, den Graf Carl Gyllenborg, der schwedische Botschafter in London, förderte. Der Plan scheiterte am Widerstand der schwedischen Bischöfe.
Robinson wurde 1723 in der All Saints Church, Fulham, London beerdigt.

## Schriften
- Account of Sweden together with an Extract of the History of that Kingdom. By a person of note who resided many years there, London 1695.[2] Reprint 2018 ISBN 978-1-37924180-5

## Einzelbelege
1. ↑  Thomas Stackhouse: Thomas Stackhouse A. M. Predigers zu Beenham in Berkschire Vertheidigung der Christlichen Religion wider die vornehmsten Einwürfe der heutigen Ungläubigen: Erster Theil. bey Johann Wilhelm Schmidt, 1759 (google.de [abgerufen am 18. Januar 2020]).
2. ↑  Übersetzt in das Französische, Amsterdam 1712 u. a.; Ausgabe 1738 zusammen mit Viscount Molesworths Account of Denmark von 1692 informierte lange umfassend über Skandinavien.

| Vorgänger     | Amt                           | Nachfolger       |
| ------------- | ----------------------------- | ---------------- |
| John Hall     | Bischof von Bristol 1710–1714 | George Smalridge |
| Henry Compton | Bischof von London 1714–1723  | Edmond Gibson    |

| Personendaten    | Personendaten                                  |
| ---------------- | ---------------------------------------------- |
| NAME             | Robinson, John                                 |
| KURZBESCHREIBUNG | englischer Diplomat und anglikanischer Bischof |
| GEBURTSDATUM     | 7. November 1650                               |
| GEBURTSORT       | Cleasby, North Yorkshire                       |
| STERBEDATUM      | 11. April 1723                                 |
| STERBEORT        | Hampstead, London                              |